# Superclásico de las Américas 2018
Il Superclásico de las Américas 2018 è la quinta edizione del trofeo, disputato il 16 ottobre 2016 tra Argentina e Brasile allo Stadio Città dello sport Re Abd Allah di Gedda.

## Risultati
| Arbitro: | Felix Brych |

|  |           |               |
|  | Marcatori | 90+3’ Miranda |

| Argentina | Brazil |